# 九郎原駅
九郎原駅（くろうばるえき）は、福岡県飯塚市内住川原にある、九州旅客鉄道（JR九州）篠栗線（福北ゆたか線）の駅である。駅番号はJC09。

## 歴史
- 1968年（昭和43年）5月25日：日本国有鉄道が開設。篠栗線桂川 - 篠栗間の開通と同時に開業[2]。
- 1987年（昭和62年）4月1日：国鉄分割民営化により九州旅客鉄道が継承[2]。
- 2009年（平成21年）3月1日：ICカードSUGOCAの利用を開始[3]。

## 駅構造
相対式ホーム2面2線を有する地上駅。基本的には上下列車ともに1番のりばを使用するが、列車行き違いなどで2番のりばを使用している。開業時は片面ホームのみの1面1線であったが、2001年10月の電化と同時に交換設備が設置され相対式ホームの構造になる。跨線橋はなく反対側のホームへは地下道を経由する。
無人駅。SUGOCAの利用が可能であるが、カード販売とチャージの取り扱いは行わない。無人駅であるが、全列車すべてのドアが開く。
2015年3月14日のダイヤ改正により、一部の普通列車が当駅を通過するため、ワンマン運転時の車内放送では、当駅を通過する旨の放送が流れる。
一線スルー方式のため、通過列車は路線最高速度である100km/hに近い高速で通過するが、一部の当駅を通過する普通列車は減速しながら通過することがある。

### のりば
| のりば | 路線         | 方向 | 行先             | 備考             |
| ------ | ------------ | ---- | ---------------- | ---------------- |
| 1      | 福北ゆたか線 | 下り | 篠栗・博多方面   |                  |
| 1      | 福北ゆたか線 | 上り | 新飯塚・直方方面 | 通常はこのホーム |
| 2      | 福北ゆたか線 | 上り | 新飯塚・直方方面 | 行違い時のみ     |

## 利用状況
2016年度の1日平均乗車人員は8人である。
| 年度   | 1日平均 乗車人員 | 1日平均 乗降人員 |
| ------ | ---------------- | ---------------- |
| 2007年 | 22               |                  |
| 2008年 | 19               |                  |
| 2009年 | 19               |                  |
| 2010年 | 16               |                  |
| 2011年 | 14               |                  |
| 2012年 | 19               |                  |
| 2013年 | 19               |                  |
| 2014年 | 16               |                  |
| 2015年 | 14               |                  |
| 2016年 | 8                |                  |
| 2017年 |                  |                  |
| 2018年 |                  | 17               |

## 駅周辺
駅ホームから篠栗トンネルの坑口が見える。篠栗トンネルの開通をもって篠栗線が全通したことから、篠栗線開通記念碑がある。
駅周辺地域は峠道の麓の山間で人家もまばらである。筑前大分駅に近い地域では住宅地の開発も行われているが、当駅の駅前地域にまでは行き渡っていない。そのため、篠栗線内では、筑前山手駅と並んで乗客の少ない駅となっている。
- 茜ゴルフクラブ
- 福岡県道60号飯塚大野城線
- 国道201号八木山バイパス筑穂IC

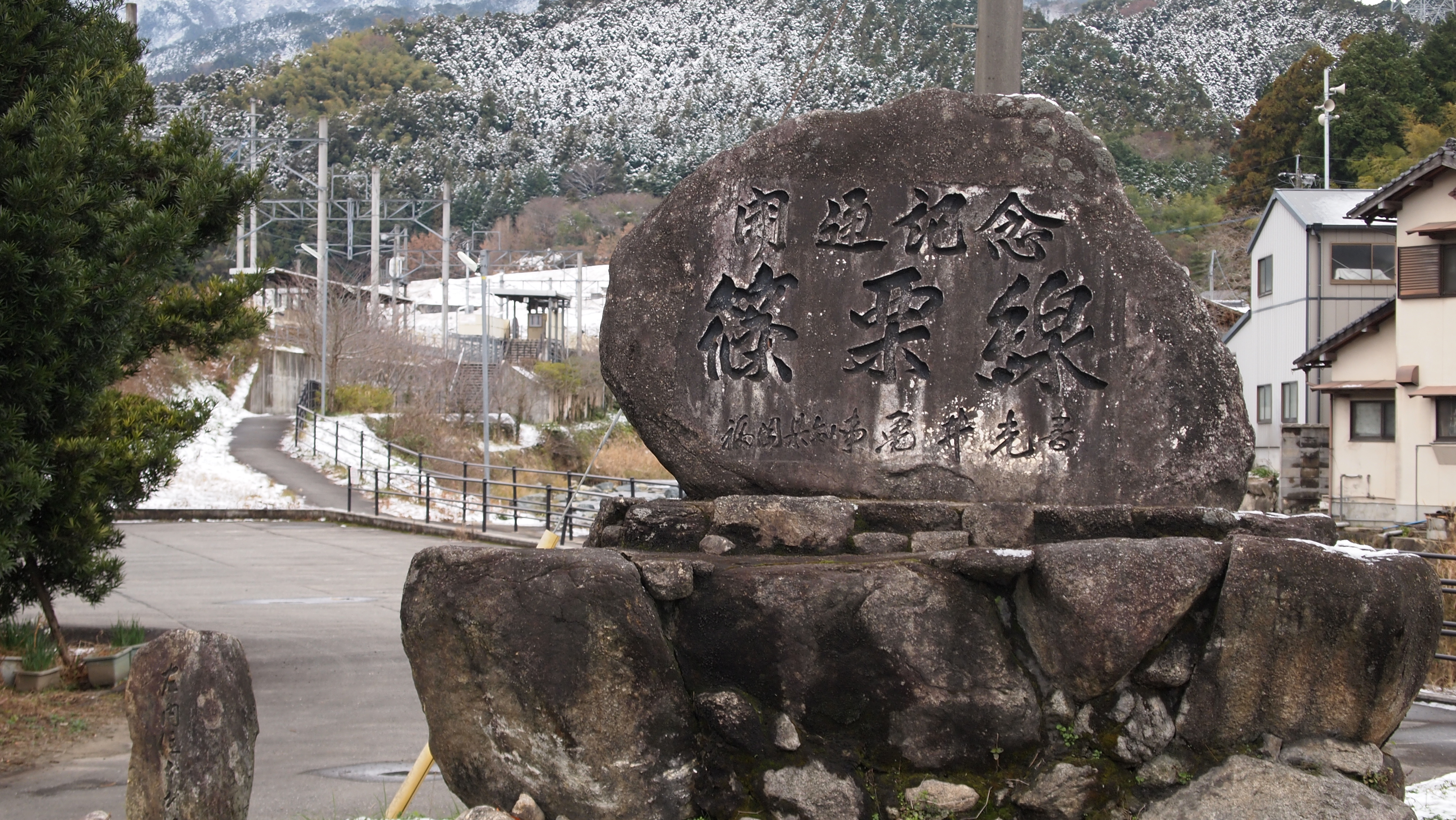
篠栗線開通記念碑
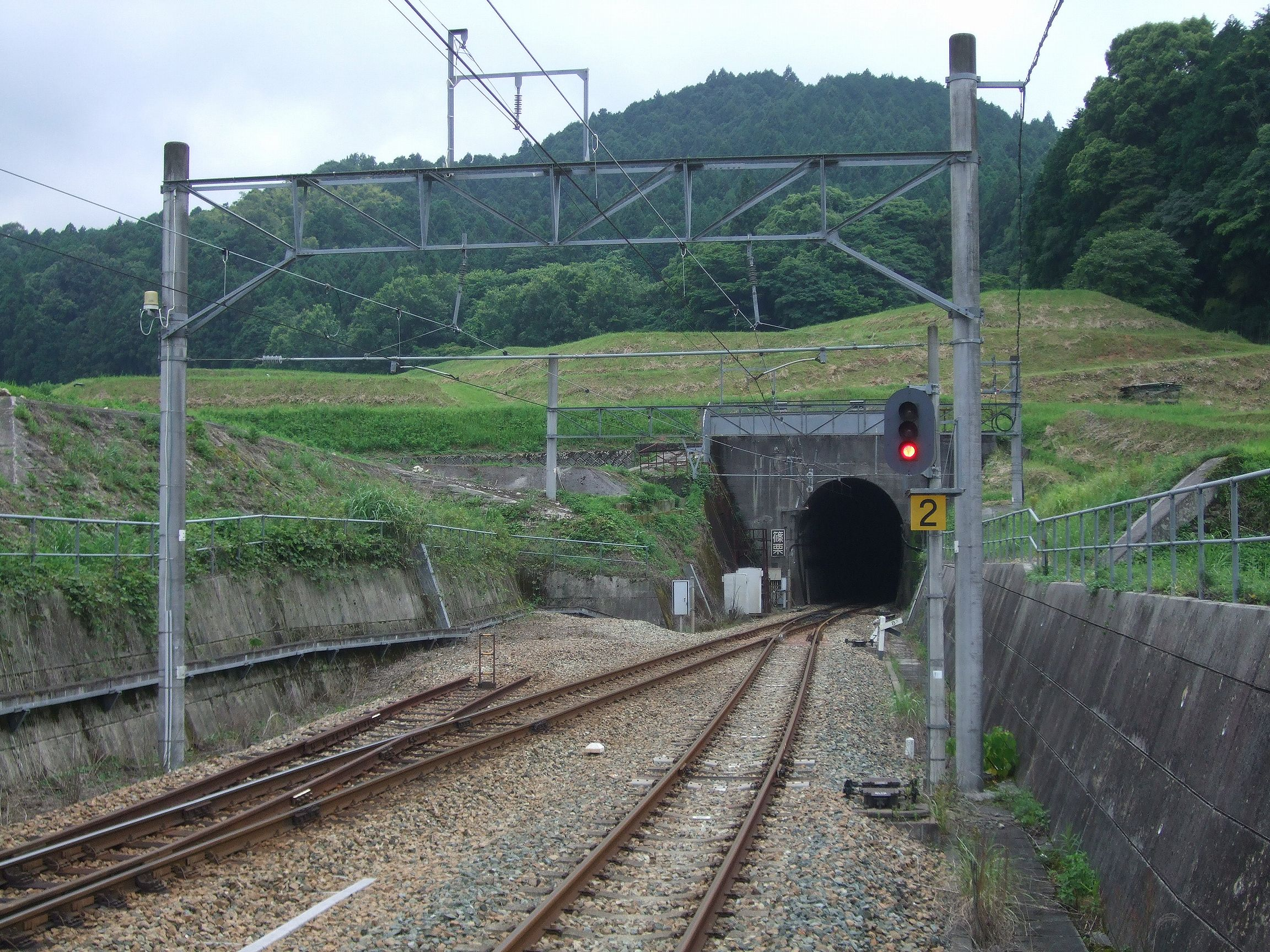
ホーム端より見える篠栗トンネルの坑口

## 隣の駅
九州旅客鉄道（JR九州）
 福北ゆたか線（篠栗線）
■快速
通過
■普通（一部列車は通過）
筑前大分駅 (JC10) - 九郎原駅 (JC09) - 城戸南蔵院前駅 (JC08)